# Nedeliște, Sofia
Nedeliște (în bulgară Неделище) este un sat în comuna Dragoman, regiunea Sofia,  Bulgaria. 

## Demografie
Componența etnică a satului Nedeliște
     Nicio identificare (100%)
     Altele (0%)
La recensământul din 2011, populația satului Nedeliște era de 1 locuitori. . Pentru 100% din locuitori nu este cunoscută apartenența etnică.